# ВЕС Геміні
ВЕС Геміні (нід. Gemini) — нідерландська офшорна вітроелектростанція у Північному морі, введена в експлуатацію у 2017 році. На момент спорудження одна з найпотужніших ВЕС у світі.
Місце для станції вибрали за 85 км від узбережжя Гронінгену. В період з липня по жовтень 2015-го спеціалізовані судна Aeolus та Pacific Osprey спорудили тут фундаменти монопального типу, які включали палі діаметром 7,5 метра та довжиною від 59 до 73 метрів, вагою від 750 до 850 тонн кожна. Після зміни оснащення ці ж судна розпочали в лютому 2016-го монтаж власне вітрових турбін, отримуючи їх у данському порту Есб'єрг.
Вироблена вітровими агрегатами електроенергія спершу надходитиме на дві офшорні трансформаторні підстанції Buitengaats та ZeeEnergie однакової потужності. Їх спорудив плавучий кран Rambiz, який у липні 2015-го встановив ґратчасті опорні основи («джекети»), а через місяць змонтував на них надбудови з обладнанням («топсайди») вагою по 2500 тонн.
Підстанції підійматимуть напругу до 200 кВ, після чого продукція транспортуватиметься по двох головних експортних кабелях довжиною біля 100 км кожен, прокладало які судно Nexus. На суходолі продукція потрапляє на підстанцію в Емсгафені, яка підіймає напругу до 380 кВ та подає електроенергію до підстанції Oude Schild.
150 вітроагрегатів ВЕС розташовані на площі 68 км2 в районі з глибинами моря від 28 до 36 метрів. На баштах висотою 89 метрів змонтували вітрові турбіни Siemens типу SWT-4.0-130 одиничною потужністю 4 МВт та діаметром ротора 130 метрів. Загальна вартість проекту, реалізованого компаніями Northland Power (основний учасник, 50 %), Siemens, HVS, Van Oord та данським пенсійним фондом PKA, становила 2,8 млрд євро. Очікується, що станція вироблятиме 2,6 млрд кВт-год електроенергії на рік.